# Суровцев, Валентин Петрович
Валентин Петрович Суровцев (19 мая 1924 — 5 марта 1978) — советский футболист, нападающий.

## Карьера
Воспитанник юношеской команды «Зенит» Завода им. Масленникова. В 1946 году куйбышевские «Крылья Советов» после победного дебюта во второй группе чемпионата СССР 1945 года готовилась к своему второму сезону, уже в группе сильнейших. Команду пополнили местные футболисты — Суровцев, Зайцев, Крижевский, Скорохов, Петухов. За три сезона сыграл в группе «А» 13 матчей и забил один гол. Сыграл в 1/8 Кубка СССР 1946 против московского «Торпедо».